# Digital Songs
Digital Songs (tidigare Hot Digital Songs) är en topplista som rankar de bäst säljande digitala singlarna i USA, enligt Billboard magazine.
Med början i februari 2005 har digitalförsäljning räknats in i många av Billboards singellistor. Det bestämdes att man skulle göra det för att den digital marknaden var mer pålitlig än den kommersiella singelförsäljningen.  Listan har haft 68 låtar på förstaplaceringen.

## Rekord

### Låtar med flest veckor på förstaplacering
- 13 veckor

Flo Rida feat. T-Pain - "Low" (2007-2008)
- 10 veckor

Black Eyed Peas - "Boom Boom Pow" (2009)
Black Eyed Peas - "I Gotta Feeling" (2009)
- 9 veckor

Gwen Stefani - "Hollaback Girl" (2005)
Kanye West feat. Jamie Foxx - "Gold Digger" (2005)
- 8 veckor

50 Cent feat. Olivia - "Candy Shop" (2005)

### Artister med flest förstaplaceringar
1. Rihanna (7)
2. Beyoncé (5) (oavgjort)
2. Black Eyed Peas (5) (oavgjort)
2. Beyoncé (5) (oavgjort)
2. Justin Timberlake (5) (oavgjort)
2. Eminem (5) (oavgjort)

### Artister med flesta veckor på förstaplaceringen
1. Rihanna (26) (oavgjort)
1. Black Eyed Peas (26) (oavgjort)
2. Flo Rida (19)
3. T-Pain (15)
4. Timbaland (13) (oavgjort)
4. Katy Perry (13) (oavgjort)